# Les Complots du grand vizir Iznogoud
Les Complots du grand vizir Iznogoud est le deuxième album de la série de bande dessinée Iznogoud. Le scénario est de René Goscinny et les dessins sont de Jean Tabary ; il a été publié en 1967. L'album comprend six épisodes.
À noter que seuls ce deuxième album et le troisième album suivant Les Vacances du calife portent comme titre de collection en haut de première de couverture la mention : "Les aventures du calife Haroun-el-Poussah". Tous les autres albums d'Iznogoud portent la mention "Les aventures du Grand Vizir Iznogoud".

## Ça grenouille dans le Califat
Iznogoud rencontre un prince qui a reçu un sortilège et est transformé en grenouille. Il reprendra sa forme humaine si on l'embrasse, mais la personne qui l'aura embrassé deviendra à son tour grenouille. Iznogoud veut donc faire embrasser la grenouille par le Calife.

## Les Yeux gros
Iznogoud fait la connaissance d'un hypnotiseur qui peut persuader quiconque de se prendre pour ce qu'on souhaite : un chat, une souris, un âne ou une otarie, voire un pot.

## Le Philtre occidental
Iznogoud rencontre un homme de science occidental qui a inventé un philtre rendant celui qui le boit tellement léger qu'il s'envole, et tente de le faire boire au Calife.

## La Machine à remonter le temps
Dilat Laraht rencontre un visiteur du futur (qui est le dessinateur Jean Tabary) qui a inventé une armoire à remonter le temps. Iznogoud veut inciter le calife à y pénétrer pour qu'il y disparaisse à tout jamais.

## Le Pique-nique
Iznogoud veut emmener le calife Haroun El Poussah à un pique-nique dans le désert pour l'y abandonner.

## Chassé croisé
Un voyageur montre à Iznogoud une coupe qui échange les esprits de deux personnes : en buvant ensemble dans cette coupe, l'esprit du premier se retrouve dans le corps du second et vice-versa. Iznogoud veut faire boire le calife dans cette coupe pour devenir calife à la place du calife.